# Lookbook
En lookbook är en samling fotografier som samlats för att visa upp en modell, en fotograf, en stil eller en klädsel. Det är en speciellt populär term bland modebloggare, och har således blivit namnet på en webbplats, lookbook.nu.
På internet kan lookbooks beskrivas som "modedagböcker" då bloggare konstant uppdaterar sig på en daglig eller veckolig basis. Ibland görs de dock för att visa klädslar från andra människor som kändisar, politiker eller societetslejon. 